# Explosión en Enschede
El desastre de los fuegos artificiales de Enschede fue una catastrófica explosión de fuegos artificiales el 13 de mayo de 2000 en Enschede, Países Bajos.  La explosión mató a 23 personas, incluidos cuatro bomberos, e hirió a otras 950.   Un total de 400 viviendas fueron destruidas y posteriormente 1.500 edificios sufrieron daños.
La primera explosión tuvo una fuerza del orden, mientras que la fuerza de la explosión final estuvo en el rango.  La mayor explosión se sintió en la ciudad de Deventer, Se llamó a equipos de bomberos desde el otro lado de la frontera, en Alemania, para ayudar a combatir el incendio; Al final del día quedó bajo control.

## Causas
Se cree que el incendio que provocó la explosión comenzó dentro del edificio central del depósito de Fuegos Artificiales de SE, en un área de trabajo donde unos 900 kg (1984,2 lb) de fuegos artificiales fueron almacenados. Luego se extendió fuera del edificio a dos contenedores de envío llenos que se estaban utilizando para almacenar ilegalmente más productos incendiarios de exhibición. Cuando explotaron 177 toneladas (177 000 kg) de fuegos artificiales, destruyeron la zona residencial circundante. 
Una teoría para explicar la gran escala del desastre fue que las puertas cortafuegos internas del complejo central, que de otro modo podrían haber contenido el incendio, se habían dejado abiertas. En teoría, se consideraba muy improbable que se produjera una explosión porque los fuegos artificiales estaban almacenados en búnkeres sellados diseñados específicamente para minimizar ese riesgo. Sin embargo, el uso ilegal de contenedores de transporte redujo la seguridad, sobre todo porque estaban dispuestos muy juntos a nivel del suelo y no estaban separados ni por movimientos de tierra ni por otros tabiques. 
Una semana antes de la explosión, SE había sido auditada. Se consideró que la empresa había cumplido con todas las normas de seguridad oficiales, mientras que las autoridades holandesas inspeccionaron los fuegos artificiales importados legalmente y los consideraron seguros.  Sin embargo, después de la explosión, los residentes del distrito afectado de Roombeek (un barrio pobre de clase trabajadora) se quejaron de la inacción y la falta de interés del gobierno, diciendo que todo el desastre estaba esperando a ocurrir. 
Cuando se construyó en 1977, el almacén estaba fuera de la ciudad, pero a medida que se construyeron nuevas áreas residenciales quedó rodeado de viviendas para personas de bajos ingresos .  Vecinos y concejales afirmaron que ni siquiera sabían que en su zona existía un almacén de pirotecnia. Más adelante en el caso judicial, el juez dijo que los funcionarios de la ciudad no tomaron medidas incluso cuando sabían que se habían infringido las leyes. Actuaron de forma "completamente incomprensible" al permitir que la empresa se expandiera, por temor a que la ciudad tuviera que pagar el coste del traslado de SE Fireworks a otra ubicación. 

## Daños
Una 40 hectáreas (98,8 acre; 0,4 km²)   alrededor del almacén quedó destruida por la explosión.  La fábrica de SE Fireworks era la única en los Países Bajos situada en una zona residencial.  Esto provocó la destrucción de unas 400 casas, la incineración de 15 calles y un total de 1.500 viviendas dañadas, dejando a 1.250 personas sin hogar y prácticamente arrasando el barrio de Roombeek . Diez mil residentes fueron evacuados y los daños finalmente se acercaron a 1 mil millones de florines (454 euros millón). 

## Impacto sanitario
En 2005, se publicó una encuesta basada en los registros médicos electrónicos de médicos generales, que comparó 9.329 víctimas con un tamaño de muestra de control de 7.329 unidades que abarcaban desde 16 meses antes hasta 2,5 años después del desastre.
El estudio destacó que "dos años y medio después del desastre, la prevalencia de problemas psicológicos en las víctimas que tuvieron que reubicarse era aproximadamente el doble y en las víctimas no reubicadas un tercio más que en los controles". Las víctimas reubicadas mostraron el mayor aumento de síntomas físicos médicamente inexplicables ( cansancio, dolor de cabeza, náuseas y dolor abdominal ) y de morbilidad gastrointestinal. 

## Procedimientos legales
El 20 de mayo, las autoridades holandesas emitieron una orden de arresto internacional contra los dos directivos de la empresa, Rudi Bakker y Willie Pater, después de que huyeran de sus casas, que estaban vacías cuando fueron registradas.  Willie Pater se entregó el mismo día y Rudi Bakker al día siguiente.  
En abril de 2002, los propietarios fueron condenados a seis meses de prisión cada uno por violación de las normas medioambientales y de seguridad y por tráfico de fuegos artificiales ilegales, además de una multa de 2.250 euros cada uno. Sin embargo, ambos fueron absueltos de los cargos más graves de negligencia por el incendio. 
En mayo de 2003, el Tribunal de Apelaciones de Arnhem absolvió del cargo de incendio provocado a André de Vries, de 36 años. El Tribunal de Almelo había juzgado y condenado originalmente (mayo de 2002) a De Vries por incendio provocado y lo condenó a 15 años de prisión . 
En febrero de 2005, después de una batalla legal de cuatro años y medio, la sentencia de seis meses de cada uno de los propietarios se aumentó a doce meses para cada uno. 
Se concedió un total de 8,5 millones de euros en indemnizaciones a las víctimas de la explosión, según la organización encargada de distribuir las indemnizaciones, la UPV, tras haber evaluado 3.519 reclamaciones. Trescientas personas recibieron dinero en efectivo por incurrir en gastos adicionales, 136 personas recibieron dinero por pérdida de ingresos y 1.477 personas recibieron compensación por problemas de salud. 

## Memoriales
Ha habido servicios conmemorativos públicos anuales en Roombeek desde 2000 dirigidos por el alcalde Jan Mans, y normalmente terminan en Stroinksbleekweg. El tema de 2004 fue "regreso a casa". 